# Чуриана де ла Вега
Чуриана де ла Вега (на испански: Churriana de la Vega) е населено място и община в Испания. Намира се в провинция Гранада, в състава на автономната област Андалусия. Общината влиза в състава на района (комарка) Вега де Гранада. Заема площ от 7 km². Населението му е 12 448 души (по данни от 2010 г.).